# Andrea Bolgi

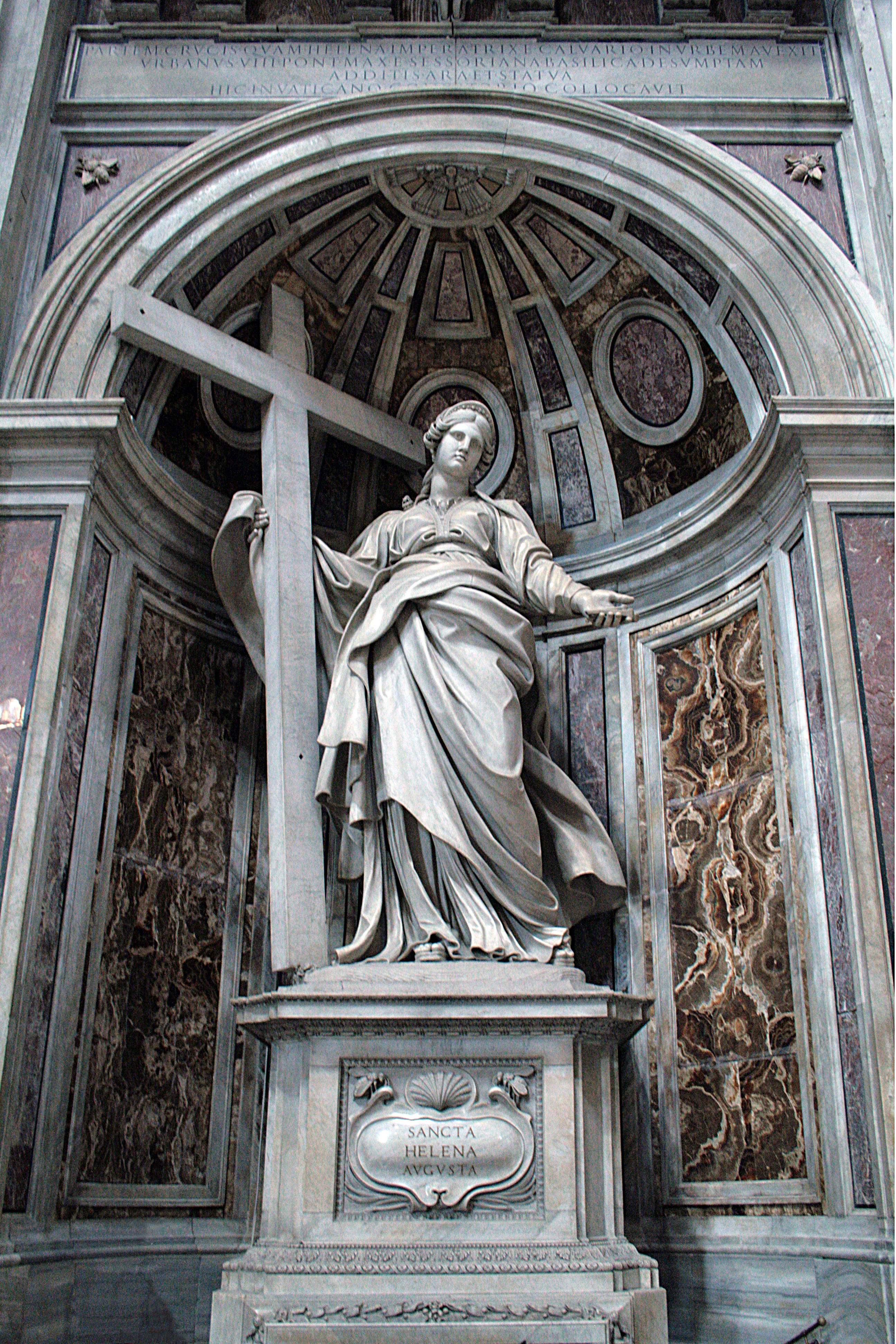
Santa Elena.

Andrea Bolgi, conocido como el Carrarino, fue un escultor italiano nacido en Carrara en 1605 y muerto en Nápoles en 1656.
Alumno de Pietro Tacca y colaborador suyo en Florencia, se trasladó en 1626 a Roma, donde perteneció a la escuela de Gian Lorenzo Bernini. Para la basílica de San Pedro realizó la figura de Santa Elena.
La influencia de su etapa en la Toscana y de su contacto con Bernini dieron como resultado una serie de retratos que produjo a partir de los años 1640. Destacaron los que produjo para la capilla Cacae de San Lorenzo Maggiore en Nápoles, ciudad en la que realizó sus últimas obras hasta su fallecimiento en 1656.